# 조랑말자리
조랑말자리(Equuleus [ɨˈkwuːliəs])는 하늘의 적도 부근에 위치한 작은 별자리이다. 페가수스자리 남쪽에서 찾아볼 수 있다.
동아시아의 별자리로는 현무 허수의 일부에 해당된다.

## 별과 천체
조랑말자리에는 4등급보다 밝은 별이 없다.
- 조랑말자리 α (α Equ, Kitalpha): 조랑말자리에서 가장 밝으며, 4.0 등급이하의 별이다.
- 조랑말자리에는 약 25개의 변광성이 있으나, 대부분은 어둡다.
  - 조랑말자리 γ: Alpha CVn 변광성으로, 12.5분 주기로 4.58 등급에서 4.77 등급으로 밝기가 변한다.
  - 조랑말자리 R: 미라형 변광성으로 261일 주기로 8.0 등급에서 15.7 등급으로 밝기가 변한다.
- 조랑말자리는 흥미로운 이중성들을 포함한다.
  - 조랑말자리 γ: 동반성으로 11.6 등급의 별이 있으며, 2″정도 서로 떨어져 있다.
  - 조랑말자리 ε: 4연성계이다. 밝은 세 별은 각각 6.0, 6.3, 7.2 등급이다. 주기는 5.7년으로, 안시 쌍성 중에서는 가장 짧은 공전주기에 해당된다. 이들은 0.35″안쪽에 있다.

### 성운·성단
크기가 작고 은하수로부터 멀리 떨어져 있어서, 주목할 만한 성운·성단은 없다. 13 ~ 15등급의 매우 희미한 은하계들로서 NGC 7015, NGC 7040, NGC 7045, NGC 7046 등이 있다.

## 역사

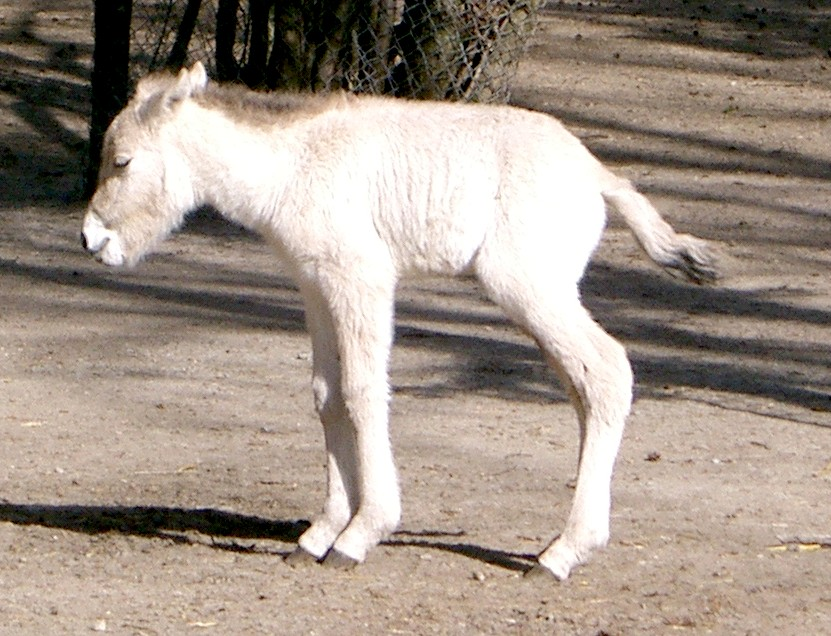
프셰발스키 망아지

톨레미의 48개 별자리에 포함되었으며, 현대 88개 별자리의 하나이다.
기원전 2세기경에 그리스의 유명한 천문학자인 히파르코스가 처음으로 만들었다고 한다.

## 신화
- 조랑말자리는 페가수스의 새끼 또는 그 형제인 셀레리스(Celeris: '빠름'을 의미) 망아지와 관련이 있다. 머큐리가 셀레리스를 카스토르에 주었다.
- 어떤 신화에서는 조랑말자리가 아테나와 겨루던 넵튠의 삼지창에 맞은 말이라고도 한다.
- 페가수스자리보다 먼저 떠오르기 때문에 'Equus Primus(첫 번째 말)'라고도 부른다.
- 조랑말자리는 필리라(Philyra)와 새턴(Saturn)의 이야기와 관련지어지기도 한다.

## 같이 보기
- 페가수스자리